# Mike Lansing
Michael Thomas Lansing (né le 3 avril 1968 à Rawlins, Wyoming, États-Unis) est un joueur de deuxième but qui évolue dans les Ligues majeures de baseball à la position de deuxième but de 1993 à 2001 pour les Expos de Montréal, les Rockies du Colorado et les Red Sox de Boston.

## Carrière

### Expos de Montréal
En vertu d'une règle alors nouvelle et aujourd'hui révoquée, Mike Lansing est drafté de l'Université d'État de Wichita par les Miracles de Miami, un club de baseball indépendant, à la fin de la sixième ronde du repêchage de la MLB de 1990. Joueur pour les Miracles pendant deux saisons, son contrat est acheté par les Expos de Montréal le 18 septembre 1991. Il est assigné au club-école Double-A des Expos, les Senators de Harrisburg, et y passe la saison 1992 comme joueur d'arrêt-court.
Il devient joueur de deuxième but des Expos au début de la saison 1993 lorsque le joueur qui occupe habituellement cette position, Delino DeShields, s'absente 8 matchs après avoir contracté la varicelle. Lansing joue son premier match dans le baseball majeur le 7 avril 1993 face aux Reds de Cincinnati et réussit le jour même son premier coup sûr en carrière, contre le lanceur Dwayne Henry. Il frappe son premier coup de circuit le 9 avril suivant aux dépens du lanceur Steve Reed des Rockies du Colorado. Comme remplaçant de DeShields, il réussit 8 coups sûrs lors de cette série de 3 parties au Colorado du 9 au 11 avril, dont 5 coups sûrs dans la dernière rencontre. Jouant surtout au troisième but en 1993 au retour de DeShields, Lansing revient au deuxième coussin en 1994 après que DeShields eut été échangé aux Dodgers de Los Angeles.
Au sein d'une rapide formation, Lansing réussit 23 buts volés en 1993, au 4e rang chez les joueurs des Expos après Marquis Grissom, DeShields et Larry Walker. Il maintient une moyenne au bâton de ,287 avec trois circuits et 45 points produits et 29 doubles en 141 parties jouées.
En 1994, il frappe pour ,266 avec 5 circuits et 35 points produits en 106 matchs. Il est au deuxième coussin et parfois au troisième but comme remplaçant de Sean Berry. Il ne vole que 12 buts.
Alors que Montréal dégringole au classement en 1995 après une brillante saison 1994, Lansing claque 10 circuits, frappe 30 doubles, produit 62 points et présente une moyenne au bâton de ,255 en 127 parties. Cependant, il est impliqué en septembre dans un incident à bord de l'avion de l'équipe qui part de San Francisco pour Montréal. Un groupe de joueurs des Expos en état d'ébriété vandalise l'appareil, endommageant 18 sièges et le tapis de l'avion. Lansing cause une controverse lorsque sont rapportés ses propos lorsque les instructions de sécurité du vol sont déclamées en français, conformément à la loi sur les langues officielles qu'Air Canada est tenue de respecter. « Nous n'avons pas à écouter cette merde. Tout le monde ici comprend l'anglais, du moins pour le moment », dit-il. Cité dans les journaux le même jour où le Parti québécois annonce le libellé de la question du référendum d'octobre 1995 sur l'indépendance du Québec, Lansing dément que ses propos aient été tenus en référence à la situation politique de la province et présente des excuses.
Lansing frappe pour ,285 en 1996 avec 23 buts volés, 40 doubles, 53 points produits, 11 circuits et des sommets personnels de 183 coups sûrs et 99 points marqués. À sa dernière année à Montréal, il atteint des records personnels de 20 circuits, 70 points produits et 45 doubles. Il vole 11 buts, récolte 161 coups sûrs et frappe dans une moyenne de ,281. 
Le 7 mai 1997, il devient le premier joueur de deuxième but des majeures depuis Bobby Lowe en 1894 à frapper un coup de circuit deux fois dans la même manche.  Il est le troisième Expo à faire ainsi après John Boccabella en 1973 et Andre Dawson en 1978 et 1985.

### Rockies du Colorado
Après la saison de 1997, Lansing est échangé au Rockies du Colorado pour deux joueurs des ligues mineures et le lanceur droitier Jake Westbrook, qui sera plus tard refilé aux Yankees de New York pour Hideki Irabu, sans avoir joué pour les Expos. Lansing connaît au Colorado des saisons décevantes minées par les blessures. Il écrit cependant une page d'histoire le 18 juin 2000 dans une victoire de 19-2 des Rockies sur les Diamondbacks de l'Arizona lorsqu'il réussit un cycle (un simple, un double, un triple et un circuit dans le même match) plus rapidement que tout autre joueur des majeures, le complétant dès la quatrième manche,.

### Red Sox de Boston
Le 27 juin 2000, les Rockies transfèrent aux Red Sox de Boston les lanceurs droitiers Rolando Arrojo et Rich Croushore ainsi que Lansing, en retour des lanceurs droitiers Brian Rose et John Wasdin, du joueur de champ intérieur Jeff Frye et d'un joueur des ligues mineures. Toujours en difficulté, il quitte Boston au terme de la saison et signe un contrat avec les Indians de Cleveland. Souffrant d'une blessure au dos[réf. souhaitée], il joue brièvement pour le club-école des Indians en 2002 sans revenir dans les majeures.

### Palmarès
Mike Lansing a disputé 1100 parties dans le baseball majeur, dont 677 avec Montréal. Il compte 1124 coups sûrs, 254 doubles, 84 circuits, 554 points marqués, 440 points produits et 119 buts volés en 157 tentatives. Il présente en carrière une moyenne au bâton de ,271 et une moyenne de présence sur les buts de ,324.

### Rapport Mitchell
En décembre 2007, Mike Lansing est un des joueurs nommés dans le rapport Mitchell sur le dopage dans le baseball majeur. Durant une perquisition à la résidence de Kirk Radomski fut retrouvée par des enquêteurs l'étiquette d'un colis sur laquelle figuraient le nom et l'adresse au Colorado de Lansing. Son nom apparaissait aussi dans un carnet d'adresses confisqué par les agents fédéraux des États-Unis au domicile de Radomski, plus tard condamné pour avoir distribué illégalement à des joueurs de baseball des substances dopantes.

### Honneurs
En 2002 est inauguré à Casper dans le Wyoming le Mike Lansing Field, un stade de baseball de 2500 places aussi utilisé pour des concerts. Le stade était originellement le domicile des Rockies de Casper, une équipe de baseball mineur affiliée aux Rockies du Colorado, qui ont depuis déménagé leur club-école.